# Pitthea bifasciola
Pitthea bifasciola är en fjärilsart som beskrevs av Embrik Strand 1912. Pitthea bifasciola ingår i släktet Pitthea och familjen mätare. Inga underarter finns listade i Catalogue of Life.